# 油魣
油魣（学名：Sphyraena pinguis）又名紅梭子魚、赤梭子魚、肥金梭魚，为輻鰭魚綱鱸形目鯖亞目魣科魣屬的鱼类。分布于朝鲜、日本以及南海、东海、黄渤海等海域，棲息深度3-6公尺，體長可達50公分，生活在沙泥底質海域，為高經濟價值的食用魚。该物种的模式产地在Chefoo。
油魣的肉可供食用，为经济鱼类。